# Élections législatives de 1988 dans les Pyrénées-Orientales
Les élections législatives françaises de 1988 se déroulent les 5 et 12 juin 1988.  Dans le département des Pyrénées-Orientales, quatre députés sont à élire dans le cadre de quatre circonscriptions.

## Élus
| Circonscription | Député sortant        | Parti                 | Parti                 | Député élu ou réélu | Parti | Parti    |
| --------------- | --------------------- | --------------------- | --------------------- | ------------------- | ----- | -------- |
| 1re             | Scrutin proportionnel | Scrutin proportionnel | Scrutin proportionnel | Claude Barate       |       | RPR      |
| 2e              | Scrutin proportionnel | Scrutin proportionnel | Scrutin proportionnel | Pierre Estève       |       | PS       |
| 3e              | Scrutin proportionnel | Scrutin proportionnel | Scrutin proportionnel | Jacques Farran      |       | UDF (PR) |
| 4e              | Scrutin proportionnel | Scrutin proportionnel | Scrutin proportionnel | Henri Sicre         |       | PS       |

## Positionnement des partis
L'UDF et le RPR se présentent unis sous l'étiquette « Union du Rassemblement et du Centre » tandis que les candidats du Parti socialiste se rangent sous la bannière de la « Majorité présidentielle pour la France unie », slogan de la campagne présidentielle de François Mitterrand.

## Résultats

### Résultats à l'échelle du département
| Parti          | Parti                               | Premier tour | Premier tour | Second tour | Second tour | Sièges |
| Parti          | Parti                               | Voix         | %            | Voix        | %           | Sièges |
| -------------- | ----------------------------------- | ------------ | ------------ | ----------- | ----------- | ------ |
|                | Parti socialiste                    | 51 590       | 31,94        | 90 827      | 51,92       | 2      |
|                | diss. Parti socialiste              | 6 340        | 3,93         |             |             | 0      |
|                | La France unie                      | 57 930       | 35,87        | 90 827      | 51,92       | 2      |
|                |                                     |              |              |             |             |        |
|                | Union pour la démocratie française  | 25 294       | 15,66        | 41 722      | 23,85       | 1      |
|                | Rassemblement pour la République    | 23 662       | 14,65        | 35 340      | 20,20       | 1      |
|                | Divers droite                       | 528          | 0,33         |             |             | 0      |
|                | Union du Rassemblement et du Centre | 49 484       | 30,64        | 77 062      | 44,05       | 2      |
|                |                                     |              |              |             |             |        |
|                | Front national                      | 26 751       | 16,56        | 7 047       | 4,03        | 0      |
|                | Parti communiste français           | 24 222       | 15,00        | Retrait     | Retrait     | 0      |
|                | Divers écologiste                   | 2 694        | 1,67         |             |             | 0      |
|                | Extrême droite                      | 441          | 0,27         | 0           |             |        |
|                |                                     |              |              |             |             |        |
| Inscrits       | Inscrits                            | 252 627      | 100,00       | 252 542     | 100,00      | 4      |
| Abstentions    | Abstentions                         | 87 714       | 34,72        | 71 696      | 28,39       |        |
| Votants        | Votants                             | 164 913      | 65,28        | 180 846     | 71,61       |        |
| Blancs et nuls | Blancs et nuls                      | 3 391        | 2,06         | 5 910       | 3,27        |        |
| Exprimés       | Exprimés                            | 161 522      | 97,94        | 174 936     | 96,73       |        |

### Résultats par circonscription

#### Première circonscription (Perpignan)
| Candidat       | Candidat                    | Parti          | Premier tour | Premier tour | Second tour | Second tour |  |
| Candidat       | Candidat                    | Parti          | Voix         | %            | Voix        | %           |  |
| -------------- | --------------------------- | -------------- | ------------ | ------------ | ----------- | ----------- |  |
|                | Claude Barate sortant réélu | RPR (URC)      | 12 826       | 36,52        | 20 335      | 53,18       |  |
|                | Louis Caseilles             | PS             | 10 884       | 30,99        | 17 905      | 46,82       |  |
|                | Jean Grisard                | FN             | 6 817        | 19,41        |             |             |  |
|                | Jean Vila                   | PCF            | 4 594        | 13,08        |             |             |  |
|                |                             |                |              |              |             |             |  |
| Inscrits       | Inscrits                    | Inscrits       | 56 932       | 100,00       | 56 927      | 100,00      |  |
| Abstentions    | Abstentions                 | Abstentions    | 20 993       | 36,87        | 17 422      | 30,6        |  |
| Votants        | Votants                     | Votants        | 35 939       | 63,13        | 39 505      | 69,4        |  |
| Blancs et nuls | Blancs et nuls              | Blancs et nuls | 818          | 2,28         | 1 265       | 3,2         |  |
| Exprimés       | Exprimés                    | Exprimés       | 35 121       | 97,72        | 38 240      | 96,8        |  |

#### Deuxième circonscription (Canet-en-Roussillon)
| Candidat       | Candidat               | Parti          | Premier tour | Premier tour | Second tour | Second tour |  |
| Candidat       | Candidat               | Parti          | Voix         | %            | Voix        | %           |  |
| -------------- | ---------------------- | -------------- | ------------ | ------------ | ----------- | ----------- |  |
|                | Pierre Estève élu      | PS             | 14 272       | 33,05        | 24 854      | 52,99       |  |
|                | Alain Marti            | RPR (URC)      | 10 836       | 25,1         | 15 005      | 31,99       |  |
|                | André Tourné           | PCF            | 9 201        | 21,31        | Retrait     | Retrait     |  |
|                | Pierre Sergent sortant | FN             | 8 861        | 20,52        | 7 047       | 15,02       |  |
|                | Jacques Coupet         | UDF (Rad)      | 9            | 0,02         |             |             |  |
|                |                        |                |              |              |             |             |  |
| Inscrits       | Inscrits               | Inscrits       | 66 597       | 100,00       | 66 578      | 100,00      |  |
| Abstentions    | Abstentions            | Abstentions    | 22 629       | 33,98        | 18 597      | 27,93       |  |
| Votants        | Votants                | Votants        | 43 968       | 66,02        | 47 981      | 72,07       |  |
| Blancs et nuls | Blancs et nuls         | Blancs et nuls | 789          | 1,79         | 1 075       | 2,24        |  |
| Exprimés       | Exprimés               | Exprimés       | 43 179       | 98,21        | 46 906      | 97,76       |  |

#### Troisième circonscription (Prades)
| Candidat       | Candidat                     | Parti          | Premier tour | Premier tour | Second tour | Second tour |  |
| Candidat       | Candidat                     | Parti          | Voix         | %            | Voix        | %           |  |
| -------------- | ---------------------------- | -------------- | ------------ | ------------ | ----------- | ----------- |  |
|                | Jacques Farran sortant réélu | UDF (PR) (URC) | 13 830       | 35,9         | 21 811      | 51,51       |  |
|                | Renée Soum sortante          | PS             | 8 013        | 20,8         | 20 534      | 48,49       |  |
|                | François Beffara             | diss. PS       | 6 340        | 16,46        |             |             |  |
|                | Alain Nunez                  | PCF            | 4 906        | 12,74        |             |             |  |
|                | Jacques Mulet                | FN             | 4 905        | 12,73        |             |             |  |
|                | Henry Raynaud                | Divers droite  | 528          | 1,37         |             |             |  |
|                |                              |                |              |              |             |             |  |
| Inscrits       | Inscrits                     | Inscrits       | 62 016       | 100,00       | 61 988      | 100,00      |  |
| Abstentions    | Abstentions                  | Abstentions    | 22 580       | 36,41        | 17 828      | 28,76       |  |
| Votants        | Votants                      | Votants        | 39 436       | 63,59        | 44 160      | 71,24       |  |
| Blancs et nuls | Blancs et nuls               | Blancs et nuls | 914          | 2,32         | 1 815       | 4,11        |  |
| Exprimés       | Exprimés                     | Exprimés       | 38 522       | 97,68        | 42 345      | 95,89       |  |

#### Quatrième circonscription (Céret - Argelès-sur-Mer)
| Candidat       | Candidat            | Parti             | Premier tour | Premier tour | Second tour | Second tour |  |
| Candidat       | Candidat            | Parti             | Voix         | %            | Voix        | %           |  |
| -------------- | ------------------- | ----------------- | ------------ | ------------ | ----------- | ----------- |  |
|                | Henri Sicre élu     | PS                | 18 421       | 41,21        | 27 534      | 58,03       |  |
|                | Jean Xatard         | UDF (CDS) (URC)   | 11 455       | 25,63        | 19 911      | 41,97       |  |
|                | Michel de Cacqueray | FN                | 6 168        | 13,8         |             |             |  |
|                | Ghislain Cousteau   | PCF               | 5 521        | 12,35        |             |             |  |
|                | Francis Deprez      | Divers écologiste | 2 694        | 6,03         |             |             |  |
|                | Georges Moly        | Extrême droite    | 441          | 0,99         |             |             |  |
|                |                     |                   |              |              |             |             |  |
| Inscrits       | Inscrits            | Inscrits          | 67 082       | 100,00       | 67 049      | 100,00      |  |
| Abstentions    | Abstentions         | Abstentions       | 21 512       | 32,07        | 17 849      | 26,62       |  |
| Votants        | Votants             | Votants           | 45 570       | 67,93        | 49 200      | 73,38       |  |
| Blancs et nuls | Blancs et nuls      | Blancs et nuls    | 870          | 1,91         | 1 755       | 3,57        |  |
| Exprimés       | Exprimés            | Exprimés          | 44 700       | 98,09        | 47 445      | 96,43       |  |